# Tatiana di Roma
Tatiana da Roma (Roma, ... – Roma, 225-230) è stata una diaconessa della Chiesa primitiva, martire cristiana del III secolo durante il regno dell'imperatore Alessandro Severo. Oggi è venerata come martire dalla Chiesa cattolica e dalla Chiesa ortodossa.

## Biografia
Secondo la leggenda, Tatiana (o Taziana) era la figlia di un funzionario romano che era segretamente cristiano, e fece crescere nella fede sua figlia, la quale divenne una diaconessa nella chiesa primitiva. Ai tempi, ciò era potenzialmente pericoloso, e infatti un giorno il giurista Ulpiano prese in consegna Tatiana e tentò di costringerla a fare un sacrificio al dio Apollo. Lei pregò tanto che miracolosamente un terremoto distrusse la statua di Apollo e parte del tempio a lui dedicato.
Tatiana rimase poi accecata, fu picchiata per due giorni, prima di essere portata in un circo e gettata nella fossa con un leone affamato. Ma il leone non la toccò; le giaceva ai piedi. Nonostante ciò, venne pronunciata una condanna a morte. Dopo essere stata torturata, Tatiana fu decapitata con una spada il 12 gennaio del calendario giuliano (25 gennaio del calendario gregoriano), circa nel 225 d.C. (o 230 d.C.).

## Culto
Tatiana è venerata come santa e nel calendario dei santi la sua festa ricorre il 12 gennaio (per quelle chiese che seguono il tradizionale calendario giuliano, il 12 gennaio attualmente cade il 25 gennaio del moderno calendario gregoriano). Si dice che i miracoli compiuti da Santa Tatiana abbiano convertito molte persone alla religione cristiana nascente. Santa Tatiana è oggi santa patrona degli studenti, tanto che in Bielorussia e Russia, il giorno dedicato a Santa Tatiana, noto anche come "Giornata degli studenti", è un giorno festivo.
La somiglianza della sua vita con quelle di Santa Martina e Prisca romana ha portato alcuni a chiedersi se anch'esse possano essere tutte la stessa persona, o se forse agiografie simili sono state loro assegnate a posteriori. Infatti non vi è alcuna prova iniziale di venerazione di una Martina o Tatiana a Roma, e Prisca (o Priscilla) è difficile da identificare.
Secoli addietro vi era a Roma, presso il Quirinale, una piccola chiesa a lei dedicata. Le icone in tale chiesa erano la testa rasata e il leone.